# 이병철 생가
호암 이병철 생가(호암 생가)는 삼성그룹의 창립자인 호암 이병철이 태어난 집이다. 1851년 이병철의 조부가 대지 면적 1,907m2에 전통 한옥 양식으로 지었으며, 이병철은 유년 시절 때부터 결혼하여 분가하기 전까지의 시절을 이 집에서 보냈다.
일자형 평면 형태로 지어진 생가는 남서향의 평평한 땅 위에 자리잡고 있으며, 그 동안 몇 차례의 증·개축을 거쳐 은은하고 고고한 멋을 풍기는 오늘의 모습으로 단장되었다. 현재의 생가는 안채, 사랑채, 대문채, 광으로 구성되어 있으며, 아담한 토담과 바위벽으로 둘러싸여 외부와 구분되고, 주위로는 울창한 대숲이 조성되어 운치있는 경관을 연출하고 있다. 풍수지리에 의하면, 이 집은 곡식을 쌓아놓은 것 같은 노적봉(露積峯)형상을 하고 있는 주변 산의 기(氣)가 산자락의 끝에 위치한 생가 터에 혈(穴)이 되어 맺혀 있어 그 지세(地勢)가 융성할 뿐만 아니라, 멀리 흐르는 남강(南江)의 물이 빨리 흘러가지 않고 생가를 돌아보며 천천히 흐르는 역수(逆水)를 이루고 있기 때문에 명당(明堂)이라고 한다.

## 발췌문헌
- 《창의-인성교육을 위한 의령 체험활동 길라잡이3》, 경상남도의령교육지원청, 2013[쪽 번호 필요]
- 이병철 생가 안내문 내용 참조 (의령군청, 경상남도의령군)